# Central Park (budova)
Central Park je mrakodrap v australském Perthu. Postaven byl podle návrhu, který vypracovala firma Forbes & Fitzhardinge. Má 52 podlaží a výšku 249 m, je tak nejvyšší mrakodrap ve městě a 8. nejvyšší mrakodrap v celé Austrálii. Výstavba probíhala v letech 1988–1992.